# العلاقات النيكاراغوية الميكرونيسية
العلاقات النيكاراغوية الميكرونيسية هي العلاقات الثنائية التي تجمع بين نيكاراغوا وولايات ميكرونيسيا المتحدة.

## مقارنة بين البلدين
هذه مقارنة عامة ومرجعية للدولتين:
| وجه المقارنة                                              | نيكاراغوا        | ولايات ميكرونيسيا المتحدة |
| --------------------------------------------------------- | ---------------- | ------------------------- |
| المساحة (كم2)                                             | 130.38 ألف       | 702                       |
| عدد السكان (نسمة)                                         | 6.22 مليون       | 105.54 ألف                |
| الكثافة السكانية (ن./كم²)                                 | 47.71            | 15.03 ألف                 |
| العاصمة                                                   | ماناغوا          | باليكير                   |
| اللغة الرسمية                                             | اللغة الإسبانية  | لغة إنجليزية              |
| العملة                                                    | كوردبا نيكاراغوا | دولار أمريكي              |
| الناتج المحلي الإجمالي (بليون دولار)                      | 13.81 مليار      | 336.43 مليون              |
| الناتج المحلي الإجمالي (تعادل القوة الشرائية) بليون دولار | 31.63 مليار      | 365.27 مليون              |
| الناتج المحلي الإجمالي الاسمي للفرد دولار أمريكي          | 2.09 ألف         | 3.02 ألف                  |
| الناتج المحلي الإجمالي للفرد دولار أمريكي                 | 4.92 ألف         |                           |
| مؤشر التنمية البشرية                                      | 0.631            | 0.640                     |
| رمز المكالمات الدولي                                      | +505             | +691                      |
| رمز الإنترنت                                              | .ni              | .fm                       |
| المنطقة الزمنية                                           | 00               |                           |

## منظمات دولية مشتركة
يشترك البلدان في عضوية مجموعة من المنظمات الدولية، منها:
| علم المنظمة | اسم المنظمة                               | تاريخ انضمام نيكاراغوا | تاريخ انضمام ولايات ميكرونيسيا المتحدة |
| ----------- | ----------------------------------------- | ---------------------- | -------------------------------------- |
|             | منظمة حظر الأسلحة الكيميائية              | ?                      | ?                                      |
|             | البنك الدولي للإنشاء والتعمير             | 14 مارس 1946           | 24 يونيو 1993                          |
|             | المركز الدولي لتسوية المنازعات الاستشارية | 19 أبريل 1995          | 24 يوليو 1993                          |
|             | الأمم المتحدة                             | 24 أكتوبر 1945         | 17 سبتمبر 1991                         |
|             | يونسكو                                    | 22 فبراير 1952         | 19 أكتوبر 1999                         |
|             | وكالة ضمان الاستثمار متعدد الأطراف        | 12 يونيو 1992          | 11 أغسطس 1993                          |
|             | مؤسسة التنمية الدولية                     | 30 ديسمبر 1960         | 24 يونيو 1993                          |
|             | مؤسسة التمويل الدولية                     | 20 يوليو 1956          | 24 يونيو 1993                          |
|             | الاتحاد الدولي للاتصالات                  | 12 مايو 1926           | 18 مارس 1993                           |

## وصلات خارجية
- موقع وزارة الخارجية النيكاراغوية